# مدينة كوليما
مدينة كوليما (بالإسبانية: Ciudad Colima)‏ هي عاصمة ولاية كوليما ومقر بلدية كوليما، وتقع في وسط غرب المكسيك.
تقع المدينة بالقرب من بركان كوليما، الذي يفصل الولاية الصغيرة عن جارتها ولاية خاليسكو. ورغم كونها العاصمة، فهي ليست من أهم معالم الجذب السياحي في الولاية، حيث يتجه أغلبهم إلى مدن مانزانيلو وكومالا، حيث تفتقر كوليما إلى المواقع الثقافية والتاريخية الرئيسية. وهي إحدى مراكز التجارة والتوزيع الرئيسية في الولاية، حيث يعمل أكثر من ثلثي السكان في التجارة والخدمات داخل المدينة. أما في المجتمعات الصغيرة في البلدية، فلا تزال الزراعة هي أهم نشاط اقتصادي.
وهي ثاني أكبر بلدية في الولاية من حيث السكان بعد مانزانيلو. وقد صنفت المدينة في المرتبة الأولى كأفضل مدينة صغيرة صالحة للعيش في المكسيك، والعاشرة في أمريكا اللاتينية من قبل نشرة إف دي آي إنتلجنس، وهي تابعة لصحيفة فايننشال تايمز في لندن. تم تقييمها تحت ست فئات؛ الإمكانات الاقتصادية، والموارد البشرية، ونسبة التكلفة والفوائد، ونوعية الحياة، والبنية التحتية، وبيئة الأعمال.
المركز التاريخي للمدينة هو ساحة تسمى خاردين ليبرتاد (ساحة الحرية). وهي تتألف من كشك في المركز أحضر من بلجيكا في عام 1891، وتحيط به أشجار النخيل والأشجار الورقية والشجيرات. وغالبا ما يستضيف عروض الموسيقى الحية في عطلة نهاية الأسبوع.
تسمى كاتدرائية كوليما «باسيليكا مينور كاتدرال دي كوليما». بني الهيكل الحالي في عام 1894، ولكن تم تجديده عدة مرات منذ ذلك الحين، وغالبا بسبب أضرار الزلزال. نمط البناء هو كلاسيكي حديث مع برجين وقبة في المقدمة. يقع قصر حكومة الولاية السابق بجوار الكاتدرائية. إنه مبنى مكون من طابقين بتصميم فرنسي كلاسيكي حديث. تم الانتهاء منه في عام 1904 وصممه قبل لوسيو أوربي الذي صمم الكاتدرائية أيضا. الواجهة تحتوي على جرس، وهو نسخة طبق الأصل من الجرس الذي قرعه ميغيل هيدالغو دي كوستيلا في دولوريس هيدالغو مع ساعة جلبت من ألمانيا. يحيط المبنى بفناء داخلي محاط بأقواس. الدرج الرئيسي يحتوي على أعمال جدارية في عام 1953 بريشة الفنان خورخي تشافيز كاريلو، وهو من مواطني كوليما. الحديقة وراء الكاتدرائية هي خاردين جريجوريو توريس كينتيرو، وتحتوي على أشجار المانجو والتاباتشين (Caesalpinia mexicana) وأشجار النخيل إلى جانب مع محلات بيع الحرف اليدوية والمواد الغذائية.
على جانب خاردين ليبرتاد يقع متحف التاريخ الإقليمي في كوليما. يعود المبنى للعام 1848 عندما كان منزلا خاصا، ثم أصبح فندقا وتم تحويله إلى متحف في عام 1988. يحتوي الطابق الأرضي على عدد من القطع الأثرية إلى جانب نسخة طبق الأصل من حجرة قبر، وهي من سمات المنطقة. يحتوي الطابق العلوي على وثائق وغيرها من الأشياء التي تروي تاريخ الدولة من الفتح الإسباني إلى الثورة المكسيكية.
على مسافة قصيرة من خاردين ليبرتاد تقع حديقة خاردين هيدالغو. تحتوي هذه الساحة على ساعة استوائية دقيقة. تم تصميمها من قبل خوليو مندوزا وتحتوي على تفسيرات بعدة لغات. يقع معبد سان فيليبي دي خيسوس على أحد الجوانب. المذبح الرئيسي لهذه الكنيسة يحتوي على ستة محاريب مع صليب في الأعلى. بجانبه مصلى ديل كارمن، وهو مبنى بسيط يحتوي على صورة سيدة جبل الكرمل مع يسوع الرضيع في ذراعها. على جانب آخر هو متحف ألفونسو ميشيل وهو مخصص لتاريخ الفن في كوليما. وهو مكرس للفنان ألفونسو ميشيل من كوليما، والذي ركز على الرسم التكعييي والانطباعي. كما يستضيف المتحف معارض للفنانين المحليين.
منتزه بيدرا ليزا في المدينة على صخرة كبيرة ناعم التي ألقيت هنا من قبل بركان كوليما منذ آلاف السنين. هذه الحديقة هي أيضا موطن لمتحف للعلوم التفاعلية يسمى زولوسينتل.
القصر التشريعي والقضائي هو من عمل المهندسين المعماريين خافيير يارتو وألبرتو يارزا. وهو تصميم عصري. يحوي داخله على جدارية بعنوان «لا يونيفرسيداداد دي لا خوستيسيا» من قبل غابرييل بورتيلو ديل تورو.
متحف ماريا تيريزا بومار للفنون الشعبية ليس فقط مكرسة للحرف اليدوية في المنطقة والفن الشعبي، كما أن به معارض عن المهرجانات الشعبية والتقاليد في المنطقة. وتشمل المجموعة أزياء المهرجان، ولعب الأطفال، والأقنعة، وأواني الطبخ، والمنمنمات المعدنية، والأشياء الخشبية، والحرف الفخارية والألياف.